# موگاردوس
موگاردوس (به اسپانیایی: Mugardos) یک دهستان اسپانیا است که در استان لاکرونیا واقع شده‌است.

## خصوصیات
موگاردوس ۱۲٫۷۷ کیلومترمربع مساحت و ۵٬۵۶۵ نفر جمعیت دارد و ۲ متر بالاتر از سطح دریا واقع شده‌است.